# Otomys cuanzensis
Otomys cuanzensis é uma espécie de roedor da família Muridae.
Apenas pode ser encontrada em Angola.
Os seus habitats naturais são: campos de altitude subtropicais ou tropicais e pântanos.